# Izydor Ngei Ko Lat
Izydor Ngei Ko Lat (ur. we wrześniu 1918 w Ahtet Tawpon, zm. 24 maja 1950) – birmański katecheta, męczennik i błogosławiony Kościoła katolickiego.

## Życiorys
7 września 1918 roku został ochrzczony, a po śmierci rodziców wraz z bratem zamieszkał u ciotki. Chorował na astmę oskrzelową. Wstąpił do niższego seminarium w Taungngu. Otworzył bezpłatną szkołę prywatną w Dorokhó, gdzie uczył katechizmu. Został stracony przez rozstrzelanie razem z Mario Vergara za wiarę. 9 grudnia 2013 roku papież Franciszek ogłosił dekret ich męczeństwa. Beatyfikacja odbyła się 24 maja 2014 roku.